# Компанеевка
Компане́евка (укр. Компаніївка) — посёлок, центр Компанеевской поселковой общины Кропивницкого района Кировоградской области Украины.

## Географическое положение
Находится на реке Сугоклея (правый приток реки Ингул)..Ранее (в советское время) речка называлась Камышеватка

## История
Село Компанеевка было основано во второй половине XVIII века. Собственно село Компанеевка было расположено на левом (восточном) берегу Камышеватки. А на правом — до революции и гражданской войны — было два села — Камышеватое — от дороги на Нечаевку — на юг (влево), в сторону Беляевки (ныне это улицы Набережная, Садовая и другие) и Старая Слобода — от той же дороги на север — в сторону современной районной больницы. И только после гражданской войны все три населенных пункта слились в поселок Компанеевку.
С 1850-х годов Компанеевка стала центром одноимённой волости Елисаветградского уезда Херсонской губернии Российской империи. В 1890-е годы здесь была построена бумажная фабрика.
30 января (12 февраля) 1918 года в Компанеевке была установлена Советская власть, но вслед за этим селение оккупировали австро-немецкие войска (которые оставались здесь до ноября 1918 года), в дальнейшем до января 1920 года село оставалось в зоне боевых действий гражданской войны.
В июле 1933 года поселок стал центром района Одесской области. 21 июля 1933 года здесь началось издание районной газеты.
В ходе Великой Отечественной войны с 5 августа 1941 до 15 марта 1944 года село было оккупировано немецкими войсками, в период оккупации в селе действовал подпольный райком КП(б)У, а в районе — партизанский отряд.
В 1953 году в селе Компанеевка действовали средняя школа, Дом культуры и МТС.
В 1965 году Компанеевка получила статус поселка городского типа.
В 1973 году здесь действовали кирпичный завод, пищекомбинат, лесомелиоративная станция и ветеринарный техникум.
В 1980 году численность населения посёлка составляла 5 тыс. человек, здесь действовали комбикормовый завод, птицеинкубаторная станция, лесомелиоративная станция, райсельхозтехника, межколхозная строительная организация, комбинат бытового обслуживания, две общеобразовательных школы, музыкальная школа, ветеринарный техникум, больница, Дом культуры и библиотека.
В январе 1989 года численность населения составляла 5293 человека.
В мае 1995 года Кабинет министров Украины утвердил решение о приватизации находившейся здесь райсельхозхимии.
По состоянию на 1 января 2013 года численность населения составляла 4544 человека.
В ходе административной реформы, в 2020 году Компанеевский район был упразднён, а новообразованная Компанеевская поселковая община вошла в состав Кропивницкого района

## Инфраструктура

### Экономика
- ЗАО «Компанеевский комбикормовый завод»
- ОАО «Компанеевская агрохимия»
- Газокомпрессорная станция «Кировоградская»
- Живаневский гранитный карьер
- Колбасный цех
- Хлебопекарня

### Образование
- Компанеевский колледж ветеринарной медицины
- В Компанеевской общеобразовательной школе I—III ступеней работают отряды юных инспекторов движения, дружина юных пожарных-спасателей «Пилигрим» и отряд экологов. Эти детские организации существуют уже несколько лет и неоднократно были участниками областных и всеукраинских фестивалей и соревнований. Команда «ГАИ Класс-3» представляла Украину на соревнованиях юных инспекторов движения среди стран СНГ.
- Компанеевская неполная средняя школа (в прошлом — восьмилетняя школа) предоставляет неполное среднее образование на базе девяти классов.
- Компанеевский межшкольный учебно-производственный комбинат.

### Медицина
- центральная районная больница.

## Культура
В Компанеевской детской музыкальной школе на пяти отделениях обучается 119 учеников. Здесь 9 преподавателей обучают детей игре на фортепиано, баяне, аккордеоне, духовых инструментах, гитаре, а также хореографии изобразительному искусству. В школе созданы и работают несколько творческих коллективов.
В Компанеевке функционируют музей, районный дом культуры и районная библиотека с книжным фондом около 26 тыс. книг (ул. Парковая, 14).
При Компанеевской районной газете «Степной край» действует литературная студия «Всадники» (руководитель студии — Романенко Петр Владимирович). В 2015 г. вышел первый сборник произведений современных художников степного края литературный альманах «Свободным птицей слово несется…», посвященный 240-й годовщине со дня основания Компанеевки и 50-летию восстановления Компанеевского района как административно-территориального центра.

## Известные лица
В поселке родились:
- Свобода Виктор Леонтьевич (1925—1992) — украинский переводчик, учёный, редактор. Один из псевдонимов — Майкл Браун.
- Сытник Артём Сергеевич (1979) — юрист.
- Вьюн Оксана Васильевна (1986) — Заслуженный работник ветеринарной медицины.